# 旭川市立大學短期大學部
旭川市立大学短期大学部，简称旭川短大，是一所位于日本北海道旭川市的公立短期大学。原旭川女子短期大学（日语：／ Asahikawa Joshi Tankidaigaku *）。

## 概要

### 简介
- 源流成立于1898年[1][2]。短期大学为于1964年开办[2]、由学校法人旭川大学经营。为男女同校从2011年[3]。

### 历史
- 1964年 旭川女子短期大学成立并同时设置一个学科即家政科[2]。
- 1966年 家政科分离为两个专攻、以下列举[2]。
  - 家政专攻（改名为生活文化学科。以后招生到于2001年、停办于2003年）
  - 食物营养专攻
- 1968年 改校名为北日本学院大学女子短期大学部[2]。
- 1969年 幼儿教育科成立[2]。
- 1970年 改校名为旭川大学女子短期大学部。两个学科改名为、以下列举[2]。
  - 家政科→家政学科（再次改名为生活学科于1987年）[2]
  - 幼儿教育科→幼儿教育学科
- 1998年 福利专攻成立于专科[2]。
- 2002年 生活福利专攻成立于生活学科[2]。
- 2011年 改校名为旭川大学短期大学部、开始招収男学生[2]。

### 宪章
- 请参看旭川大学短期大学部的标志 （页面存档备份，存于） （日語） 2014年3月18日阅览。

## 学校环境
- 校区：在北海道旭川市

## 历任校长
- 泽井一郎：第一代短期大学校长[4]。
- 山内亮史：现在短期大学校长[5]

## 组织

### 学科
- 生活学科
  - 生活文化专攻[注 1]
  - 生活福利专攻
  - 食物营养专攻
- 幼儿教育学科

### 专科
| - 福利专攻 |

### 业余课程
| - 没有 |

## 相关链接
- 日本短期大学列表